# Moravian Historical Society
Moravian Historical Society (česky Moravská historická společnost), založená v roce 1857 a sídlící v Nazarethu v Pensylvánii, je organizace s mezinárodní pověstí, jejímž posláním je shromažďovat a opatrovat předměty týkající se dějin Moravské církve v Severní Americe. MHS také poskytuje podporu a pomoc badatelům, publikuje a rovněž nabízí přednášky i edukační programy pro zájemce všech věkových kategorií. Společnost je přidružena k Moravskému archivu v Bethlehemu a je třetí nejstarší historickou společností v Pensylvánii.
Sídlo společnosti se nachází v centru Nazarethu v budově zvané Whitefield House ve čtvrti Ephrata Tract. Tato čtvrť je majetkem společnosti a celá je chráněnou oblastí zapsanou v National Register of Historic Places. Na tomto území je (kromě jiných drobných památek) ve Whitefield House muzeum Moravských bratří, které bylo založeno v roce 1857.

## Muzeum

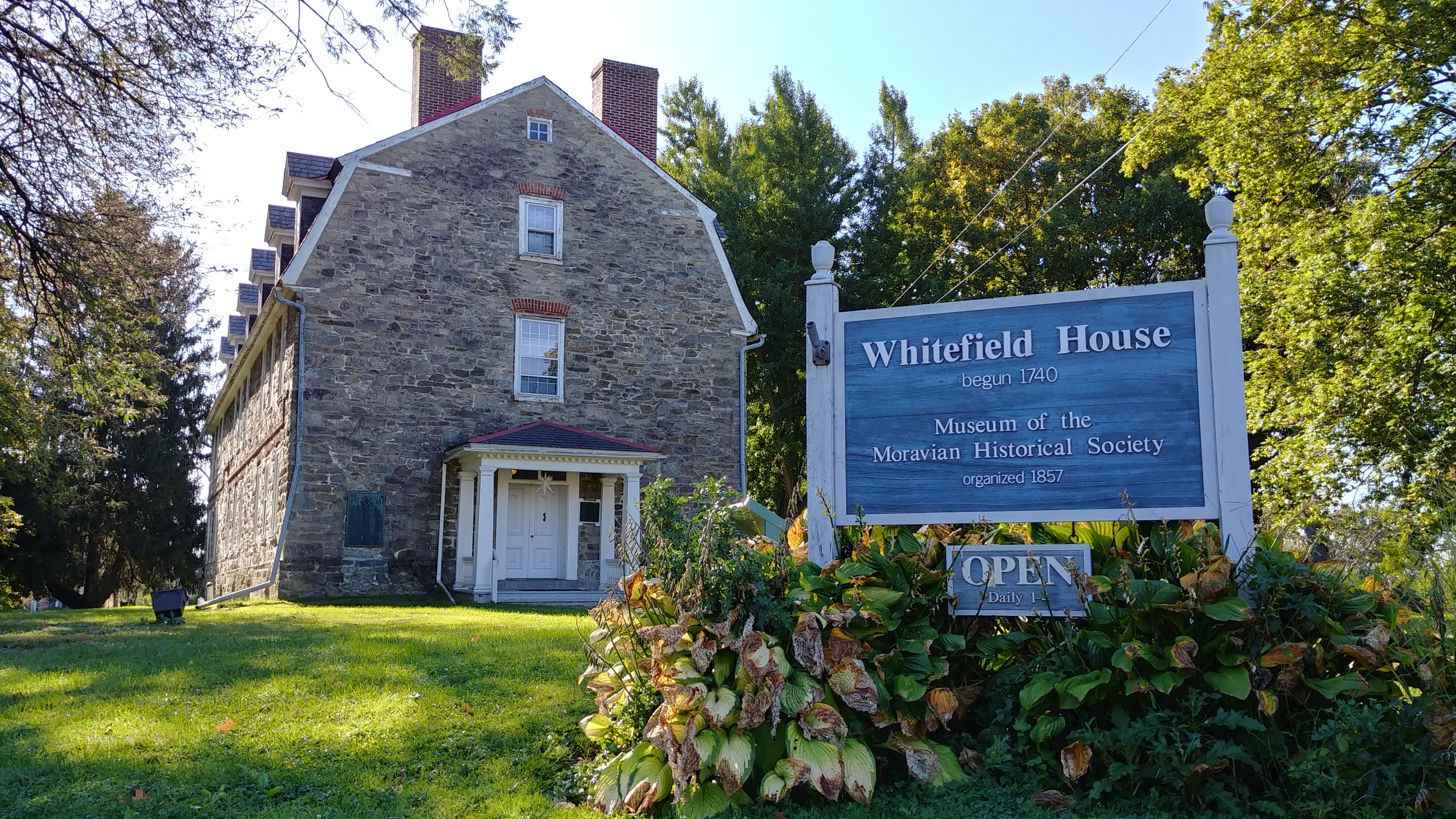
Whitefield House, jenž byl postaven v letech 1740–1743, je i sídlem MHS.

Ve sbírkách moravského muzea se nachází více než 10 000 tisíc předmětů včetně artefaktů z misií Moravanů na šesti kontinentech světa. Sbírky obsahují i textilie a předměty původních obyvatel (indiánů).
V muzeu se nachází 23 olejomaleb od Johna Valentina Haidta (1700–1780), prvního umělce v koloniální Americe, který zobrazoval převážně náboženská témata.
Zdejší varhany z roku 1776 vyrobil David Tannenberg, nejvýznamnější varhanář své doby. „Antes housle“ jsou nejstarší známé housle vyrobené v amerických koloniích a nacházejí se rovněž zde – stejně jako vařič, vyrobený před rokem 1775. V roce 2014 byla v muzeu instalována výstava o Americké občanské válce.

## Exulanti
Historii Nazarethu a Bethlehemu propojují exulanti z doby pobělohorské; třetina zakladatelů těchto míst pocházela ze Suchdola nad Odrou. K neznámějším patří: David Nitschmann (jenž byl nominální majitel při koupi Nazarethu, exulantem byl od roku 1725 a od roku 1740 působil v Pensylvánii), David Nitschmann (tesař) a David Zeisberger. V srpnu 1749 odjel do Nazarethu i Kristián David, aby tam postavil dům. V historické knihovně v Nazarethu jsou vzácná první vydání děl Jana Amose Komenského, které do Ameriky rovněž přivezli exulanti z Moravy.